# Kecamatan Kraton (distrikt i Indonesien, Yogyakarta)
Kecamatan Kraton är ett distrikt i Indonesien.   Det ligger i provinsen Yogyakarta, i den västra delen av landet, 400 km öster om huvudstaden Jakarta.